# ترافيس ويليامز (كرة سلة)
ترافيس ويليامز (بالإنجليزية: Travis Williams)‏ مواليد 27 مايو 1969 في كولومبيا، هو لاعب كرة سلة أمريكي معتزل. بدأ مسيرته الاحترافية في سنة 1991. حمل الرقم 32. يبلغ طوله 6 قدم 6 بوصة (2.0 م). حقق المركز الأول في بطولة أمم الأمريكتين لكرة السلة 1997. اعتزل اللعب في 2002.

## الميداليات
| الميدالية | المسابقة                             |
| --------- | ------------------------------------ |
| ذهبية     | بطولة أمم الأمريكتين لكرة السلة 1997 |
| فضية      | دورة الألعاب الأمريكية 1999          |

## روابط خارجية
- ترافيس ويليامز على موقع إن بي أي (الإنجليزية)
- ترافيس ويليامز على موقع سبورتس رفرنس (الإنجليزية)
- ترافيس ويليامز على موقع كرة السلة الأوروبية.كوم (الإنجليزية)
- ترافيس ويليامز على موقع كلية كرة السلة في سبورتس رفرنس.كوم (الإنجليزية)
- ترافيس ويليامز على موقع ريلجم (الإنجليزية)
- ترافيس ويليامز على موقع بروبوليرز (الإنجليزية)
- ترافيس ويليامز على موقع سبورتس رفرنس (الإنجليزية)